# Голдфрап
Голдфрап (на английски: Goldfrapp) е британска електронна група известна с ефектната си визуалност и значими приноси за популяризирането на танцувалната електроника. Групата е сформирана през 1999 година в Лондон, Великобритания и се състои от Алисън Голдфрап (вокали/синтезатор) и Уил Грегъри (синтезатори).
Въпреки положителните отзиви за еймбиънт звучащия им дебютен албум от 2000 „Felt Mountain“, чисто комерсиално той се оказва провал. През 2001 албумът е номиниран за награда Мъркюри. Вторият албум на Goldfrapp „Black Cherry“, добавящ глем рок и синтпоп елементи към цялостното им електронно звучене, е издаден през 2003 г. Албумът е значително по-успешен от дебюта им и се радва на особен успех в много клубове в Северна Америка, а впоследствие повлиява и на звука на още по-клубноориентирания трети албум „Supernature“. Този албум доразвива глем рока и денс музиката заложени в „Black Cherry“, и се оказва техният голям хит в световен мащаб. Албумът им три номер едно сингли в денс класациите в Щатите, като впоследствие е номиниран и за най-добър електронен/денс албум на 49те награди Грами.

## История

### Формиране (1990)
Алисън Голдфрап започва музикалната си кариера в началото на 90-те години на миналия век като гост вокал на електронната група Орбитъл и трип-хоп изпълнителя Трики. През 1999 се запознава с композитора Уил Грегъри, който е чул неин демо запис на песента „Human“. Грегъри усеща някаква особена връзка с Голдфрап и я кани да запишат заедно демо за филмовата музика, която композира, за да види как ще взаимодействат на професионално равнище. Демо записът никога не се осъществява, но процесът на записването се оказва ползотворен и за двете страни. Няколко месеца след раздялата си, двамата решават да сформират група, която е кръстена на фамилията на Алисън.
Август 1999 Голдфрап подписват договор с лондонската звукозаписна компания Mute Records. Дуото започва работа по дебютния си албум, който трябва да бъде записан в период от 6 месеца и представен на лейбъла им през септември 1999, в наета от тях малка къщичка в Уилтшайър, Великобритания.

### Felt Mountain (2000 – 2002)
Дебютният албум на Goldfrapp „Felt Mountain“ е издаден септември 2000 и включва синглите „Lovely Head“ и „Pilots (On a Star)“. Самият албум представлява синтезираният глас на Алисън нанесен на фона на грандиозна звукова палитра, повлияна от множество музикални стилове като кабаре, фолк и електроника. Албумът е изключително положително приет от критиците, описан от мнозина като „едновременно ласкаещ и изкусителен, въпреки това елегантен и изтънчен“. „Felt Mountain“ достига 57 място в британската класация за албуми и сертифициран златен. 2001 албумът е предложен за награда Мъркюри за най-добър английски или ирландски албум от предходната година.
За да промоцират дебютния си албум Goldfrapp тръгват на турне във Великобритания, Европа и Северна Америка, заедно с алтернативните групи Nick Cave and the Bad Seeds и The Doves. Групата за първи път среща трудности с изпълненията на живо, заради сложният музикален аранжимент, който изкисва повече от 40 музиканти, за да се постигне същия ефект като в албума. В крайна сметка решават да включат в турнето си цигуларя Дейвид Роси, барабаниста Роуън Оливър и кийбордиста Анди Дейвис. Въпреки това, Грегъри остава недоволен от този аранжимент, желаейки звука от албума да се запази максимално.

### Black Cherry (2003 – 2004)
„Black Cherry“, вторият албум на Goldfrapp, е издаден през април 2003. Групата записва албума в затъмнено студио в Бат, Англия. Стените на студиото са покрити с неоново осветление и Алисън нанася направо върхи тях идеите си за различни песни. Албумът се фокусира повече върху вдъхновените от денс музиката и глем рока синтезатори, съществена разлика от предния албум. Самата Алисън Голдфрап споделя, че „Black Cherry“ се различава от „Felt Mountain“ защото групата не е желаела да се преповтаря и всяко тяхно издание да бъде толкова свежо за тях самите, колкото е и самият звук, който откриват след всеки запис. Самият албум е положително приет от критиците, които го описват като „неочаквана наслада“ и „рядък електронен албум съдържащ топлина и дълбочина... изключителното чил-аут удоволствие“. „Black Cherry“ достига 19-о място в английската класация за албуми и номер 4 в Billboard Top Electronic Albums в САЩ. Продажбите му са сравнително добри – той достига платинен статус във Великобритания и продава 52 000 копия в Щатите.
През 2003 Алисън Голдфрап значително промяна имиджа си и от изискания образ, взъхновен от Марлене Дитрих, се превръща в Ню уейв дива. Новият образ включва фалшиви мигли, ръчно изработени тениски, военни униформи и мрежести чорапи. Следващата година групата тръгва на турне като подгряваща група на Дюран Дюран, а след това и на собствено световно турне Wonderful Electric.

### Supernature (2005 – 2006)
Третият албум на Goldfrapp „Supernature“ е издаден през август 2005. Албумът представлява смесица между поп и електро-денс, микс заложен още в предния албум „Black Cherry“, но повече се фокусира върху нежните извивки, отколкото върху дългите припеви от предходните албуми. Самата група никога не е възнамерявала да се занимава с денс музика, но впоследствие се оказва, че песните им са иключително популярни в нощни клубове в Северна Америка и затова решават Supernature да бъде по-денс ориентиран. Албумът дебютира на второ място в класацията за албуми във Великобритания, като успява да продаде за една седмица 52 000 копия. Албумът продава над 1 милион копия в световен мащаб, а в Обединеното кралство достига платинен статус. 2007 година „Supernature“ е номиниран за награда Грами в категорията Най-добър електронен/денс албум, а песента „Ooh La La“ e номинирана за Най-добър денс запис.

### We Are Glitter (2006 –)
През 2006 излиза „We Are Glitter“, компилация от ремикси на песни от „Supernature“. Този албум включва ремикс на „Satin Chic“, направен специално от The Flaming Lips. „Satin Chic“ е по-думите на Алисън и Грегъри тяхната любима песен от „Supernature“. Този ремикс, заедно с кавър версия на песента „Boys Will Be Boys“ на The Ordinary Boys, е издадена като сингъл с ограничен тираж през септември 2006.
Goldfrapp започват работа по четвъртия си студиен албум в края на 2006 в Бат, Англия. Очаква се албумът да излезе в края на 2007 г.

## Музикален стил
Въпреки че музикалният стил на Goldfrapp е минал през значителни промени, за групата се счита, че се занимава основно с електронна музика. Групата е изследвала множество стилове в различните си песни, въпреки че за всичките им песни са характерни отличителният мек и дълбок глас на Алисън и многослойните синтезаторни и струнни композиции на Уил Грегъри. Звукът на Goldfrapp прогресира от еймбиънт звученето в „Felt Mountain“, през електрониката в Black Cherry до глем рок звука на „Supernature“. Въпреки това, в последния си албум е експериментирано и с други стилове: кабаретна музика в „Satin Chic“, електроклаш в „Slide In“ и „Koko“, и боса нова в „Human“.

### Влияния
Goldfrapp черпят вдъхновение от множесто изпълнители и стилове. Алисън Голдфрап слуша Иги Поп и T.Rex като юноша и открива музиката на Серж Гейнсбъроу докато работи в Белгия. Докато пътува из Европа в началото на 90-те, тя се запознава отблизо с полската диско музика и кабаретната музика от времето на Ваймарската република. Уил Грегъри от своя страна е с по-класически предпочитания и споменава италианския филмов композитор Енио Мориконе като основен вдъхновител. Алисън определя като повлияли на нейната музика Роман Полански и всичко свързано с Джеймс Бонд. Тя също така черпи вдъхновение от сюрреализма и природата, които оказват своето влияние върху визуалния имидж на групата и оформлението на техните албуми, като с всичко това се занимава Алисън.

### Писане на текстове
Почти всички песни на групата са композирани от Голдфрап и Грегъри, въпреки че няколко пъти са работили и със студийния музикант Ник Бат. Двамата определят записването на един албум като демократично занимание. Грегъри допринася основно с композирането на музика, а Голдфрап пише текстовете. Докато пише, Алисън често създава с гласа си желани мелодии. Грегъри композира музиката с кийборди, интерпретирайки настроението в текстовете на Голдфрап. Според Алисън Голдфрап музиката е визуално преживяване и затова тя визуализира текстовете си, преди да ги напише. Характерна за нейните текстове е честата употреба на животни, чрез които се описват човешки емоции и състояния.

## Дискография

### Албуми
- „Felt Mountain“ (2000)
- „Black Cherry“ (2003)
- „Supernature“ (2005)
- „Seventh Tree“ (2008)